# Wybory do Parlamentu Europejskiego w Irlandii w 2004 roku
Wybory do Parlamentu Europejskiego w Irlandii w 2004 roku zostały przeprowadzone 11 czerwca 2004. Irlandczycy wybrali 13 przedstawicieli do Parlamentu Europejskiego VI kadencji. Frekwencja wyborcza wyniosła 59,0%.

## Okręgi wyborcze
- Dublin: 4 mandaty
- Okręg wschodni: 3 mandaty
- Okręg północno-zachodni: 3 mandaty
- Okręg południowy: 3 mandaty

## Wyniki wyborów
| Lista wyborcza        | Głosy     | %     | Mandaty |
| --------------------- | --------- | ----- | ------- |
| Fianna Fáil           | 524 504   | 29,45 | 4       |
| Fine Gael             | 494 412   | 27,76 | 5       |
| Sinn Féin             | 197 715   | 11,10 | 1       |
| Partia Pracy          | 188 132   | 10,56 | 1       |
| Partia Zielonych      | 76 917    | 4,32  | –       |
| Partia Socjalistyczna | 23 218    | 1,30  | –       |
| Niezależni            | 275 870   | 15,49 | 2       |
| Razem                 | 1 780 768 |       | 13      |